# Тип 92
Тип 92 (яп. 九二式重装甲車, Kyū-ni-shiki Jū-sōkōsha) — японський малий танк 1930-х років. Один з перших танків японської розробки. Розроблено в 1932 р. для озброєння кавалерійських частин та випускався в невеликих кількостях в 1933 — 1936 роках. У західних джерелах зазвичай належить до легких танкам. Активно використовувався японськими військами в Китаї в 1930-і роки, в тому числі під час Другої японо-китайської війни. До початку Другої світової війни був замінений більш сучасними зразками, але все ще обмежено застосовувався.

## Історія створення
Проєктування бронетехніки для озброєння кавалерійських частин велося в Японії ще з початку 1920-х років. Після експериментів з напівгусеничними та колісно-гусеничними машинами, на початку 1930-х було прийнято рішення зупинитися на чисто гусеничному рушії. Фірмі «Ісікава» було видано завдання на розвідувальну бронемашину з протикульовим бронюванням та кулеметним озброєнням. Фактично, машина була танком, але оскільки винятковими правами на використання танків в ті роки володіла піхота, формально вона називалася «важким бронеавтомобілем». Перший прототип машини був закінчений у березні 1932 року та після випробувань був прийнятий на озброєння під позначенням «Важкий бронеавтомобіль Тип 92».

## Опис конструкції

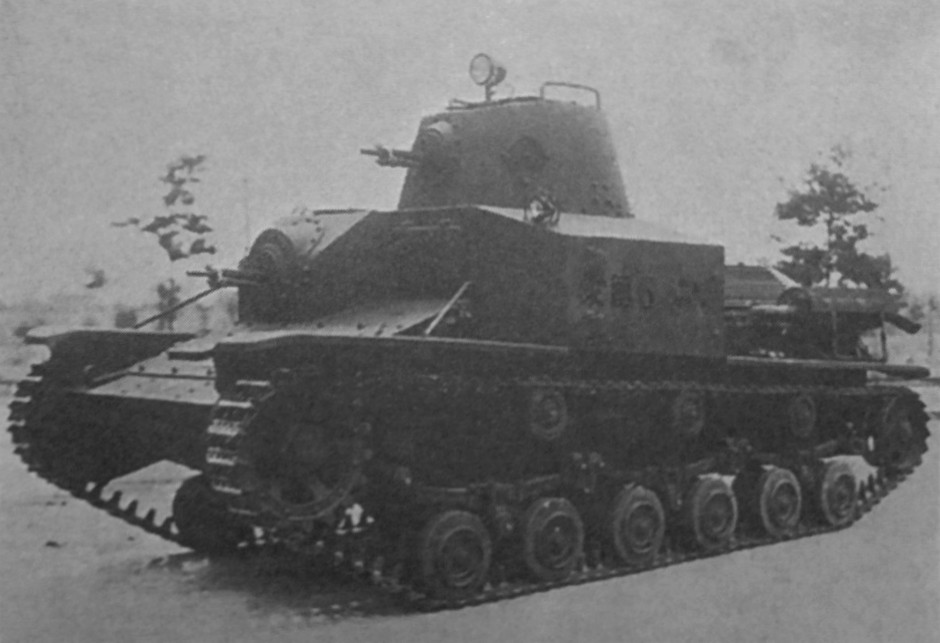

Компонування танка класичне, відділення управління об'єднано з бойовим. Екіпаж танка складався з трьох осіб — механіка-водія, стрільця з великокаліберного кулемета та командира, що розміщувався в одномісній башті та виконував також функції баштового стрільця.

### Броньовий корпус і башта
Корпус і башта танка збиралися з 6-мм сталевих листів за допомогою зварювання, клепка використовувалася лише в окремих місцях. В процесі експлуатації, однак, виявилася ненадійність зварних корпусів танка Тип 92, тому подальші японські танки аж до другої половини Другої світової збиралися переважно за допомогою заклепок та болтів. Спостереження за полем бою здійснювалося через оглядові щілини в бортах та башті танка. Посадка та висадка екіпажу проводилася через люк в правому борту машини.

### Озброєння
Озброєння танка становили 13-мм кулемет Тип 92 (на деяких машинах перших серій — 6,5-мм кулемет Тип 91), встановлений в лобовому листі корпусу і 6,5-мм кулемет Тип 91, розміщений на башті яка оберталась. Ще один зенітний кулемет Тип 91 міг встановлюватися на кронштейні на даху башти. Наявність в боєкомплекті 13-мм кулемета бронебійних куль дозволяло танку вражати більшість легкої бронетехніки, але вже до середини 1930-х назріла необхідність озброїти танк більш потужним озброєнням. 37-мм гармата, встановлювана замість 13-мм кулемета, виявилася для танка занадто великою та потужною, але 20-мм автоматичну гармату вдалося успішно розмістити в корпусі машини і з 1937 року більшість танків Тип 92 були переозброєні ними.

### Двигун та трансмісія
Двигун танків Тип 92 — рядний 6-циліндровий карбюраторний, повітряного охолодження, потужністю 45 к. с. На машинах пізніх серій встановлювалися більш потужні двигуни «Міцубісі» серії SR II, потужністю 75 к. с.

### Ходова частина
Спочатку на танках Тип 92 ходова частина кожного борту складалася з чотирьох здвоєних опорних котків малого діаметра, попарно зблокованих у візках, які своєю чергою, підвішувалися на напівеліптичних ресорах, що кріпилися до корпусу танка, але під час експлуатації були часті зльоти гусениць, через велику відстань між окремими котками. Для виправлення цього, число візків збільшили до трьох, а згодом знову скоротили до двох, але вже з котками великого діаметра. Ведучі котки передні, зачеплення гусениць цівкове. Гусениця дрібноланкова, з кроком трака 90 мм і шириною 190 мм.